# Synagoga Ohr ha-Chaim w Jerozolimie
Synagoga Ohr ha-Chaim w Jerozolimie (hebr. ‏בית הכנסת אור החיים‎) – synagoga znajdująca się w Dzielnicy Żydowskiej Starego Miasta w Jerozolimie.
Zlokalizowana jest na drugim piętrze w kompleksie budynków, w którym mieszczą się również synagoga Ari oraz Old Yishuv Court Museum. Aron ha-kodesz znajduje się na ścianie wschodniej. W osobnym pomieszczeniu znajduje się babiniec, a pod nim mykwa.
Synagoga została założona w 1742 przez rabina Chaima ibn Attara, który przybył do Jerozolimy z Maroka w tym samym roku. Dzięki wsparciu Żydów w Livorno utworzył w Jerozolimię jesziwę oraz synagogę, zmarł jednak niedługo później. Istniejąca tu jesziwa była miejscem kształcenia sefardyjskiej elity i znanych uczonych. Nazwa synagogi pochodzi od komentarza do Tory zwanego Ohr ha-Chaim, autorstwa założyciela synagogi.
Do połowy XIX wieku synagoga oraz jesziwa należały do Żydów sefardyjskich, następnie stała się synagogą aszkenazyjską. Przed i poczas I wojny izraelsko-arabskiej budynek synagogi wykorzystywany był przez Haganę jako punkt oporu.
Synagoga podczas I wojny izraelsko-arabskiej w 1948 i w okresie rządów jordańskich była nieczynna. Po wojnie sześciodniowej i odzyskaniu przez Izrael kontroli nad Starym Miastem synagoga została odnowiona i ponownie oddana do użytku.